# Theo T
Theo T (IMO 9262194, MMSI 311538000, volací znak C6SY5) je ropný tanker patřící společnosti Ionia Management. V současnosti pluje pod bahamskou vlajkou, jeho domovským přístavem je Nassau. Tanker je dlouhý 227,28 metrů a široký 32,24 metrů, ponor má 8 metrů. Hrubá prostornost činí 40 017 tun, čistá prostornost 20 903 tun a hrubá nosnost 73 021 tun.

## Služba
Postaven byl roku 2003 společností Samsung Shipbuilding & Heavy Industries. V březnu 2015 se stal součástí společného fondu Penfield Marine. Stal se první lodí, která přepravila náklad ropy ze Spojených států amerických do Evropy poté, co padl 40letý zákaz vývozu této suroviny ze země. Dne 29. prosince 2015 dorazila do přístavu Corpus Christi, kde společnost NuStar Energy naložila ultralehkou ropu z vrtů Eagle Ford prodanou firmou ConocoPhillips švýcarskému Vitolu. Přístav opustil Theo T 31. prosince. Do místa svého určení, francouzského přístavu Fos-sur-Mer, dorazil dne 20. ledna 2016.